# Gaspar Sanz

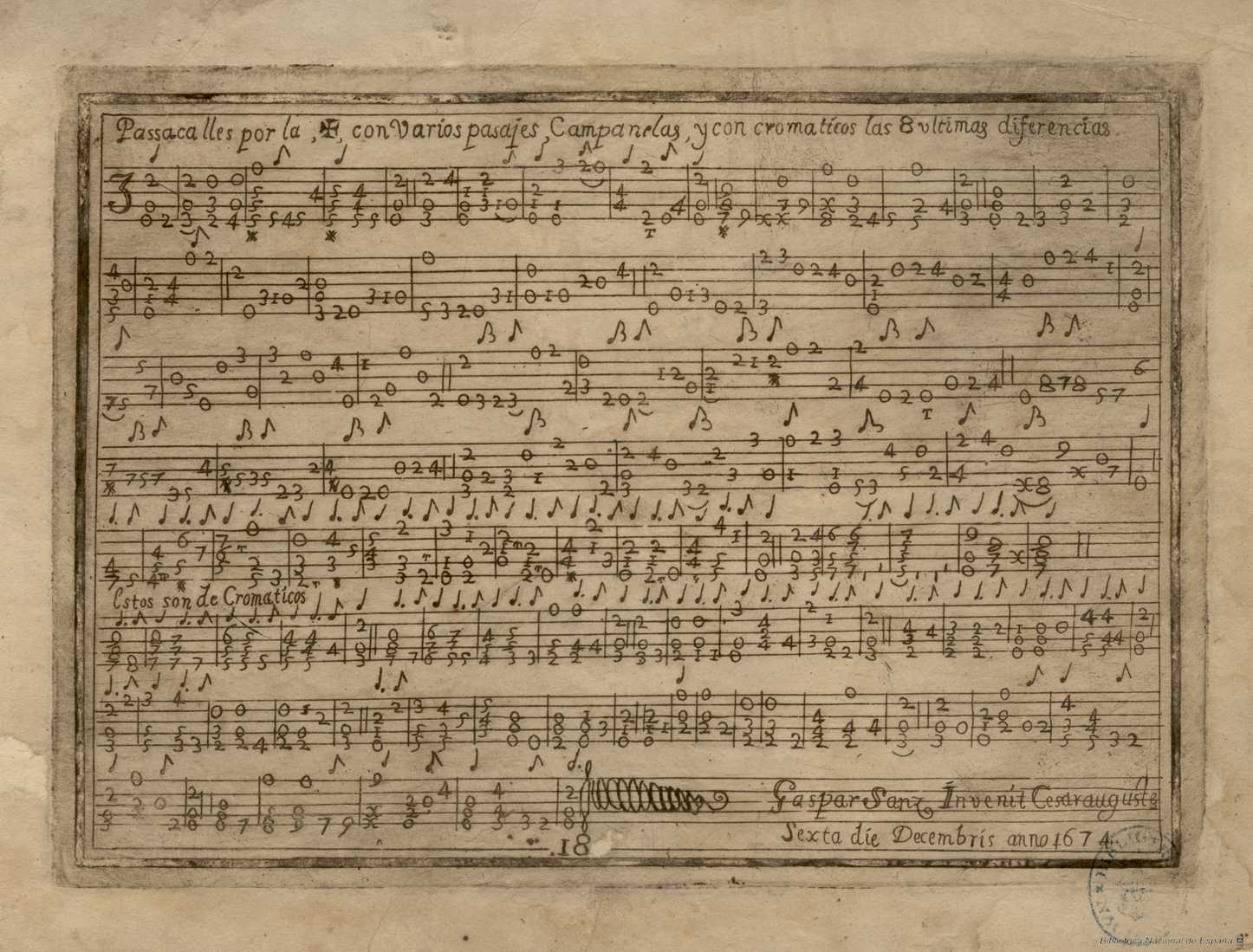
tabulatuur uit Instrucción de música sobre La Guitarra Española.

Francisco Bartolomé Sanz Celma, beter bekend als Gaspar Sanz (Calanda, ca. 1640 – Madrid, 1710) was een Aragónese priester, musicus en componist.

## Biografie
De exacte geboortedatum van hem is onbekend; hij werd op 4 april 1640 gedoopt in de kerk van Calanda (Aragón). Sanz studeerde muziek, theologie en filosofie aan de universiteit van Salamanca. In Italië studeerde hij gitaar onder meer bij Lelio Colista; bij Giacomo Carissimi studeerde hij orgel.
Ook was hij gedurende enkele jaren organist van de Spaanse onderkoning in Napels. Na zijn terugkeer naar Spanje werd hij aangesteld als de persoonlijke gitaarleraar van Don Juan, de buitenechtelijke zoon van Filips IV van Spanje. Sanz ontwikkelde zich tot de vooraanstaande gitaartheoreticus van zijn tijd.

## Werk
Zijn belangrijkste werk bestaat uit drie bundels met pedagogische composities voor barokgitaar, geschreven in tabulatuur:
- "Instrucción de música sobre La Guitarra Española" (1674), opgedragen aan Don Juan;
- "Libro segundo, de cifras sobre la guitarra española" (1675);
- "Libro tercero de musica de cifras sobre la guitarra española" (1697)

Samen bevatten deze werken ongeveer 90 arrangementen van dansen en melodieën in Spaanse, Italiaanse, Franse en Engelse stijl. Zijn composities maken nog steeds deel uit van de klassieke gitaaropleiding. Joaquin Rodrigo gebruikte enkele dansen van Sanz voor zijn "Fantasía para un gentilhombre" uit 1954.